# Казвини, Мохаммад
Мохаммад бин Абдульваххаб Казвини (перс. محمد قزوینی‎‎; 1877 — 27 мая 1949)— иранский учёный и исследователь, занимавшийся персидской историей и литературой.

## Биография

### Ранние годы
Родился в 1877 в Тегеране. Его отец Абдульваххаб бин Абдуль-Али Казвини участвовал в создании Каджарской энциклопедии «Наме-йе Данешваран». Там же окончил школу и учился исламским наукам. Риторику и исламскую философию ему преподавал — Хадж Шейх-Али Нури в медресе Хан-Марви в Тегеране. Образование по исламскому праву он получил у Муллы Мухаммада-Али Амули в медресе Хазину-ль-Мульк. Позднее он изучал правоведение у Хадж-Мирзы Хасана Аштиани (ум. в 1899 г.). Вместе с ним учились и другие будущие светила иранской науки, о которых он вспоминает в своей автобиографии («Бист макалла»). Он отмечает, что в науке многому обязан одному из основателей иранского модернизма — Мухаммад-Хусайну Фуруги (1839—1907 гг.). Однако образование Казвини не ограничилось одними только исламскими науками и арабским языком, который он учил ещё в детстве вместе со своим отцом (отец умер в 1889 г.). Он изучал также и французский язык в специализированной французской школе и шутливо отзывался о себе как о франкоговорящем мулле (перс.: ахунд-е фарансавидан). Его отличное владение французским впоследствии впечатлило Касема Ганни — иранского врача и ученого, получившего образование во французских школах Бейрута и Парижа. Казвини получил и награду за хорошее владение французским в мае 1904 г. Он был знаком с подходами и методами европейской науки, читая французские научные книги и журналы, которые ему удавалось приобрести в книжных магазинах Тегерана. Некоторую часть этой литературы он перевел на персидский язык. Он был одним из лучших преподавателей арабской грамматики в Тегеране. В молодости Казвини близко дружил с Мухаммадом-Али Фуруги. Фуруги в своих дневниках писал о том, что молодой Казвини глубоко интересовался всем на свете, в том числе, например, говором простого народа и традиционной персидской борьбой. Казвини был великодушен к молодым ученым и тем, кто нуждался в его помощи и совете.

### Жизнь на Западе
В 1904 г. по приглашению своего брата Мирза Ахмад-Хана Казвини поехал в Лондон, и долгое время там проживал. Там он познакомился с некоторыми востоковедами Европы, например, встречался с Эдвардом Брауном и русским востоковедом-эмигрантом Владимиром Минорским. Жизнь Казвини в Европе можно разделить на четыре части: проживание в Лондоне два года (1904-06 гг.), восьмилетняя жизнь в Париже (1906-15 гг.), четыре с половиной года проживания в Берлине (1915-20 гг.) и снова девятнадцатилетняя жизнь в Париже (1920-39 гг). Всего, таким образом, он провел 35 из своих 72 лет за границей. Из европейских ученых лучше всего его отношения складывались с Брауном, к которому он очень тепло относился и восхищался его познаниями. Браун оказал большое влияние на научную деятельность Казвини. В Париже он также познакомился с местными востоковедами, в частности, Луи Массиньоном и Полом Касанова. Однако он в целом остался менее впечатлен от общения с ними, чем с лондонскими учеными. В Париже он занимался исследованием иранских рукописей. За время своего пребывания в Германии Казвини познакомился с изгнанными иранскими учеными, а также с некоторыми немецкими ориенталистами, в том числе Бернардом Морицем и Мартином Хартманном. По возвращении в Париж Казвини там продолжал сотрудничать с европейцами, но и подружился со многими очень известными учеными-иранцами (Али-Акбар Деххода, Эбрахим Пурдавуд, Моджтахед Табризи, чьими познаниями арабской литературы Казвини был восхищен, и т. д.).

### Возвращение в Иран
Когда Казвини покинул Париж и приехал в Стамбул, он уже был настолько известен, что о факте его приезда сообщили турецкие газеты. После краткой остановки в Турции он возвратился в Тегеран, где был тепло принят научным сообществом. В его доме в Тегеране собирались иранские ученые-лингвисты и литературоведы, включая А. А. Дехходу и К. Ганни.
Осенью 1948 г. его состояние здоровья резко ухудшилось, и после безуспешного лечения в Тегеране, он умер 27 мая 1949 г.

## Личная жизнь
Казвини в 1920 году женился на француженке Розе, и у них в 1921 году родилась дочь Сусан Нахид. Дочь унаследовала от отца интерес к науке и чтению. Воскресные дни Казвини полностью посвящал своей семье.

## Научное наследие
Казвини отредактировал в общей сложности 10 персидских текстов, в том числе текст из XII века «Четыре беседы» Низами Арузи Самарканди. При редактировании он старался найти и проанализировать все доступные копии текстов. Он кроме того составил описания некоторых рукописей, написал ряд статей по истории и литературе Ирана. Сохранились также его многочисленные письма своим друзьям-ученым и дневниковые записи>.

### Отношение к проблеме языкового пуризма
Казвини выступал резко против очищения персидского языка от арабизмов, считая их его неотъемлемой частью, а избавление от них — делом нерациональным и бессмысленным. Без них, по его мнению, персидский язык потеряет свою силу, красоту и живость.